# Скобелево (област Стара Загора)
Вижте пояснителната страница за други значения на Скобелево.
Скобелево е село в Средна България. То се намира в община Павел баня, област Стара Загора.

## География
Село Скобелево е разположено в планински район в подножието на Стара планина. Селото се намира на 10 км от гр. Павел баня и на 25 км от Казанлък. Връх Столетов (Шипка) е на разстояние 40 км от с. Скобелево, а връх Бузлуджа – на 45 км.
В непосредствена близост до Скобелево е разположен язовир Копринка. През селото преминава р. Габровница.
Село Скобелево е също част от Национален парк „Централен Балкан“. Това е името на един от трите национални парка в Република България. Той е разположен в средните и най-високи части на Стара планина. Паркът се простира между 500 и 2376 метра надморска височина, като най-ниската точка е разположена близо до Карлово, а най-високата – на връх Ботев. На територията на националния парк се поместват 9 резервата, които покриват обща площ от над 20 000 хектара. Тези резервати са: Боатин, Царичина, Козя стена, Стенето, Северен Джендем, Пеещи скали, Соколна, Джендема и Стара река.

## История
Селото съществува от 10 век. По време на Руско-турската освободителна война ген. Скобелев е отседнал в селото. Поради това селото носи името му.

## Обществени институции
В селото има и училище ОУ „Генерал Скобелев“. Училището съществува от около 120 години. Има занималня, която е следобед и една учебна смяна-само сутрин. В училището учат не само деца от селото, но и деца от съседните села.
ЦДГ „Радост“ е целодневна детска градина.
Читалище „Просвета“ е действащо читалище в село Скобелево. В селото има също и библиотека с множество книги.

## Религии
Преобладават хора с различни религии: християни и мюсюлмани.

## Културни и природни забележителности
В село Скобелево са разположени две розоварни.

### Ферма защрауси
Ранчото е основано през 2001 г. Климатът и мястото в село Скобелево са подходящи за отглеждане на щрауси. Районът е екологичен, няма промишленост, в близост е до Стара планина. През ранчото минава река Габровница и се намира далеч от шумни пътни артерии. То носи името „Четири сезона“, защото щраусът тук се чувства много добре и през четирите сезона на годината. Той понася еднакво добре температури от -40 °C до +50 °C. Отглеждането на тези животни е удоволствие, защото са непретенциозни и атрактивни. Ранчото е обезопасено за туристите от пряк контакт с животните, разполага с кафе-бар, където можете да опитате деликатеса крем карамел от щраусови яйца.

### Софулар текеси
При турското гробище в източната част на селото се намира „Софулар текеси“, тюрбе на суфиите Айваз баба и Тахир баба. То се посещава от турци от тяхното родно село Горно Ново село.

### Дамасцена
Тук е изграден етнографски музей „Дамасцена“, разположен в сърцето на Розовата долина, между гр. Казанлък и гр. Павел баня. В него са представени експонати свързани с бита и историята на района. Представя се традиционното производството на етерични масла: от съвременните технологии за извличане до традиционните методи използвани преди 350 години. Музейната експозиция показва различни методи за производство и съхранение на розово масло. Обиколката в етнографския комплекс показва и традиционни стари занаяти, характерни за този район.
В ботаническата градина на музея има над 100 вида рози характерни за Казанлъшкия регион. Близо до чифлика има розова градина засята с Роза Дамасцена, от която се произвежда розовото масло.
Комплексът разполага с ресторант с около 80 места.

## Редовни събития
Всяка година първата седмица след Георгьовден се чества празника на с. Скобелево.

## Личности
- Васил Костов, български революционер от ВМОРО, четник на Никола Андреев[3]
- проф. д-р Генчо Генев – водещ специалист инфекционни болести
- Стоян Христов Тотев – опълченецът, Родната му къща се намира на мястото на Етнографски комплекс Дамасцена.